# パレーシア
パレーシア（古代ギリシア語: παρρησία（παν（すべて）+ρησις / ρημα（発言））、古代ギリシア語ラテン翻字: parrhesia）とは、古典修辞学で、包み隠さず話すこと、あるいは、そう話す許しを得ること。言論の自由だけでなく、危険を冒してでも公益のために真理を話す義務をも意味する。

## プラトンにおける用法
プラトンは『国家』第8巻（557B）において、自由（エレウテリア）を原理とする民主制の特徴として、「放任」（エクスーシア）と共に、「言論の自由・率直さ」（パレーシア）を挙げている。

## 新約聖書における用法
パレーシアに関連した使用は、ギリシア語の新約聖書の中に見ることができる。それは、政治的宗教的な権威を前にしての談話（ディスクール）の中で自身の信仰者としての能力を勇気を持って話すことを意味している。「人々はペテロとヨハネの大胆さ（希: την παρρησίαν）を見、二人が無学で普通の人間だとわかった時、二人をイエスの連れだと認めた」（『使徒列伝』4.13）。

## 現代の学問
ミシェル・フーコーは、パレーシアの概念を、レトリック・操作・一般化を用いずに、意見や考えを公に正直に述べるディスクールの方法として発展させた。フーコーのパレーシアの使用は（フーコーが言うには）、今日のデカルト的モデルによって、証拠の必要に悩まされる。デカルトにとって、真理とは、議論の余地がないものと同じものであった。疑いうるものはすべてそうあるべきで、したがって、吟味も批評もされない会話は必ずしも真理との正当な関連を持っていない。
古代ギリシアの伝統的なパレーシアの概念には、いくつかの条件があった。パレーシアを使う個人は、彼（ギリシアの教えを考察する時は「彼」）が真理へのたしかな結びつきを持っているか、彼が彼自身・大衆の意見・文化のどれかに対する評論家としての役割を果たしているか、その真理の暴露が彼を危険な立場に陥らせるにもかかわらず、彼はそれを道徳的・社会的および/または政治的義務と感じて断固として真実を語るか、などだった。さらに、パレーシアを使う人は、暴こうとしている相手よりも権限のない社会的地位にいなければならなかった。たとえば、教師に対して真理を話す生徒は、間違いなくパレーシアであるのに対して、自分の生徒に真理を示す教師は、パレーシアとは認められなかった。
フーコーは、古代ギリシアのパレーシアの概念を次のように要約している（1983年）。「より正確に言うと、パレーシアは、話者が自己の真理への個人的な関係を表現し、自らの生命を危険にさらす言葉の活動である。なぜなら、彼は（自分自身同様に）他人を改善させる、あるいは助けるための義務として真理を語ることを承知しているからである。パレーシアの中で、話者は、大胆に話し、説得の代わりに率直さを、嘘や沈黙の代わりに真理を、身の安全の代わりに死の危険を、おべっかの代わりに批評を、利己心と道徳的な無関心の代わりに道徳的な義務を選ぶ」。